# Floarea de cactus (film din 1969)

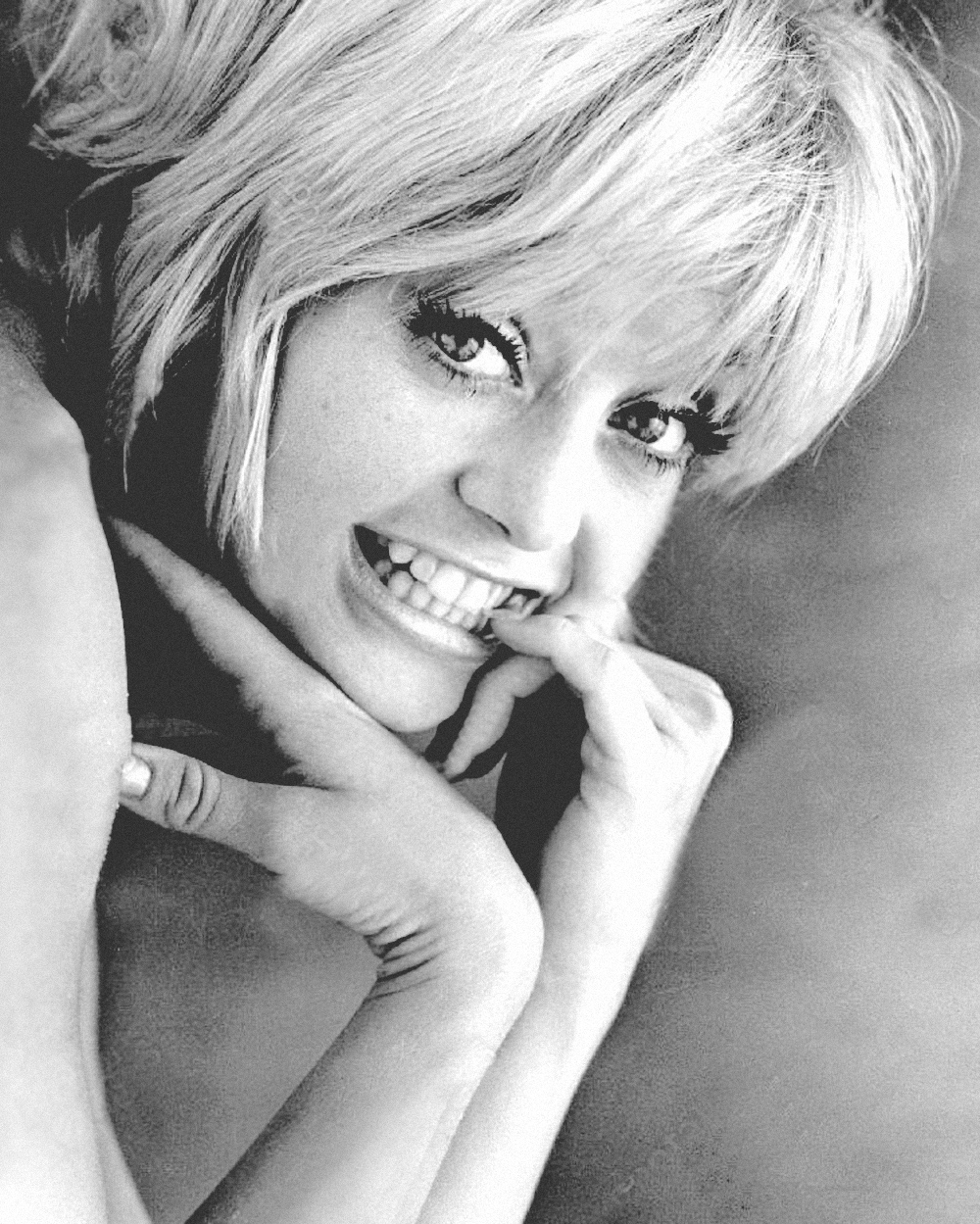
Goldie Hawn într-o poză publicitară din film

Floarea de cactus (titlul original: în engleză Cactus Flower) este un film american de comedie romantică, realizat în 1969 de regizorul Gene Saks, după un scenariu de I. A. L. Diamond bazat pe piesa Fleur de cactus de Pierre Barillet și Jean-Pierre Gredy și adaptarea sa pentru Broadway de Abe Burrows. Protagoniștii filmului sunt actorii Walter Matthau, Ingrid Bergman, Goldie Hawn și Rick Lenz.

## Rezumat
Julian Winston, un dentist din New York, este într-o relație cu însuflețita și mult mai tânăra Toni Simmons care lucra la un magazin de discuri. Nu-și poate imagina să fie căsătorit. De aceea îi spune lui Toni că este căsătorit de zece ani cu o altă femeie și acum este tată a trei copii. Într-o noapte, Toni nu mai suportă tensiunea aceasta incertă și încearcă în camera ei să se sinucidă. Înainte de asta, ea îi scrie lui Julian o scrisoare de adio pentru a-i spune cât de mult este îndrăgostită de el. Vecinul ei Igor Sullivan apare la timp și o salvează. Igor este scriitor și locuiește alături doar de câteva luni.
Toni îi cere lui Igor o favoare: el ar trebui să sune la cabinetul stomatologului a doua zi dimineață și să-i spună lui Julian că ea este în viață. Dar apelul vine prea târziu pentru că Julian a citit deja scrisoarea lui Toni și este în drum spre ea. Când o vede în camera ei, își dă seama cât de importantă este Toni pentru el. Vrea să divorțeze de soția sa inexistentă și să se căsătorească cu Toni. Totuși, Toni își dorește foarte mult să cunoască această soție înainte de a se căsători, pentru a-i putea adresa câteva întrebări. Îi pare rău pentru femeie pentru că a avut o aventură cu Julian în timpul căsătoriei lor și se simte rău pentru divorțul care urmează.
Julian trebuie acum să găsească rapid o femeie care se va preface timp de o oră că este soția lui. El o convinge pe asistenta sa Stephanie Dickinson să joace rolul soției. Stephanie îl ajută în cabinet de aproape zece ani și îl iubește pe Julian fără ca el să știe. Ea locuiește într-un apartament mic cu sora ei, doi nepoți și un câine. A doua zi dimineață, Toni se întâlnește cu presupusa soție în magazinul de discuri. Discută o vreme despre viața viitoare a lui Stephanie dar când Toni o întreabă despre sentimentele ei, își dă seama că Stephanie încă nu a trecut peste presupusa lor despărțire. Lui Toni îi este milă de Stephanie și îi oferă o stolă de nurcă neagră pe care a primit-o anterior cadou de la Julian. Toni își dorește acum foarte mult să-l cunoască pe iubitul lui Stephanie pentru a afla dacă acesta o poate ajuta la despărțire.
Acum, Julian trebuie să găsească un bărbat care se pretinde a fi prietenul soției sale. Harvey Greenfield, un vechi prieten al lui Julian, este de acord cu acest rol. Harvey și Stephanie încearcă să se comporte ca iubiți cât pot de bine. Se întâlnesc și discută până când Harvey este primul care părăsește clubul. La prima vedere, Toni l-a găsit nesimțit și nepotrivit pentru Stephanie.
În cele din urmă, Toni află tot adevărul despre Julian și minciunile lui și nu mai vrea să aibă de-a face cu el. Se îndrăgostește de vecinul Igor, care a ajutat-o foarte mult în momentele grele. Julian își dă seama că Stephanie îl iubește și se îndrăgostește de ea.

## Distribuție
- Walter Matthau – Julian Winston, dentistul
- Ingrid Bergman – Stephanie Dickinson, asistanta lui Winston
- Goldie Hawn – Toni Simmons, prietena lui Winston
- Jack Weston – Harvey Greenfield, pacientul și prietenul lui Winston
- Rick Lenz – Igor Sullivan, vecinul lui Toni, scriitor
- Vito Scotti – Señor Arturo Sánchez, diplomat și pacientul lui Winston
- Irene Hervey – dna. Durant, o pacientă a lui Winston
- Eve Bruce – Georgia, iubita lui Harvey Greenfield
- Irwin Charone – angajatorul lui Toni, manager al unui magazin de discuri
- Matthew Saks – nepotul lui Stephanie Dickinson

## Coloana sonoră
- The Time for Love Is Anytime (Cynthia Weil, Quincy Jones) - Sarah Vaughan
- I Needs to Bee'd With (Ernie Shelby, Quincy Jones) - Johnny Wesley
- The Star Spangled Banner (John Stafford Smith) - artist neacreditat
- I Wonder What She's Doing Tonight (Tommy Boyce, Bobby Hart) - artist neacreditat
- She Hangs Out (Jeff Barry) - artist neacreditat
- To Sir, with Love (Mark London) - artist neacreditat
- I'm a Believer (Neil Diamond) - artist neacreditat

## Premii și nominalizări
- 1970 – Premiul Oscar
  - Premiul pentru Cea mai bună actriță în rol secundar lui Goldie Hawn
- 1970 – Globul de Aur
  - Premiul pentru Cea mai bună actriță în rol secundar lui Goldie Hawn
  - Nominalizare la Cel mai bun film (muzical/comedie)
  - Nominalizare la Cea mai bună actriță (muzical/comedie) lui Ingrid Bergman
  - Nominalizare la Cea mai bună actriță debutantă a Goldie Hawn
  - Nominalizare la Cea mai bună melodie originală (The Time for Love Is Any Time) lui Quincy Jones și Cynthia Weil
- 1971 – Premiul BAFTA
  - Nominalizare la Cea mai bună actriță lui Goldie Hawn
- 1970 – David di Donatello
  - David special lui Goldie Hawn (Pentru performanța sa)

## Remake
- Floarea de cactus a fost obiectul unui remake : Nevastă de împrumut (Just Go with It), regia Dennis Dugan din 2010 cu Adam Sandler și Jennifer Aniston.

## Lansare
Filmul „Floarea de cactus” a avut premiera la New York pe data de 16 decembrie 1969.
În România premiera filmului a avut loc la data de 18 octombrie 1971 la cinematografele „Scala” și „Favorit” din capitală.